# Гьорше Попов
Георги (Гьорше) Попов български е просветен деец от ранното Българско възраждане. 

## Биография
Роден е в Охрид, махалата Месокастро. Учи в гръцката гимназия в Янина. Връща се в Охрид където става гръцки учител. Негов ученик е Христо Сапунджиев. Преподава до смъртта си в 1829 година.